# Vincenzo Aita
Vincenzo Aita (* 14. September 1948 in Eboli, Provinz Salerno) ist ein italienischer Politiker (PCI, PRC, SEL). Er war von 2006 bis 2009 Mitglied des Europäischen Parlaments.
Aita war Funktionär der Partito Comunista Italiano, er gehörte 1975–83 deren Zentralkomitee an. Von 1980 bis 1985 gehörte er dem Regionalrat von Kampanien, von 1983 bis 1996 gehörte er dem Gemeinderat von Eboli an. Den 1991 vollzogenen Wandel der Kommunistischen Partei zur Demokratischen Linkspartei machte Aita nicht mit, sondern schloss sich der Rifondazione Comunista an, die dem Ziel des Kommunismus treu blieb. Von 2000 bis 2004 war er Beigeordneter der Region Kampanien für Landwirtschaft. 
In der 6. Wahlperiode (2004–09) gehörte er als Nachrücker ab dem 19. Juni 2006 dem Europäischen Parlament an. Dort war er mit seiner Partei ein Teil der Konföderalen Fraktion der Vereinigten Europäischen Linken/Nordische Grüne Linke und saß für diese im Ausschuss für Wirtschaft und Währung und im Ausschuss für Landwirtschaft und ländliche Entwicklung. Zudem war er Mitglied der Delegation für die Beziehungen zu der Koreanischen Halbinsel. 2009 verließ er die PRC und trat dem Movimento per la Sinistra (MpS) von Nichi Vendola bei, das wenig später in der Partei Sinistra Ecologia Libertà (SEL) aufging.